# Arriguttia brevissima
Arriguttia brevissima är en skalbaggsart som beskrevs av Gilbert John Arrow 1911. Arriguttia brevissima ingår i släktet Arriguttia och familjen Dynastidae. Inga underarter finns listade.